# Sterculia guangxiensis
Sterculia guangxiensis är en malvaväxtart som beskrevs av S. Xu och P.T. Li. Sterculia guangxiensis ingår i släktet Sterculia och familjen malvaväxter. Inga underarter finns listade i Catalogue of Life.